# Villa des Lilas
La villa des Lilas est une voie du 19e arrondissement de Paris, en France.

## Situation et accès
La villa des Lilas est une voie publique située dans le 19e arrondissement de Paris. Elle débute au 36, rue de Mouzaïa et se termine au 21, rue de Bellevue.

## Origine du nom
Elle porte ce nom en raison du voisinage de la commune des Lilas.

## Historique
Cette voie, ouverte sous sa dénomination actuelle en 1887, est classée dans la voirie parisienne par un arrêté municipal du 27 mai 1991.

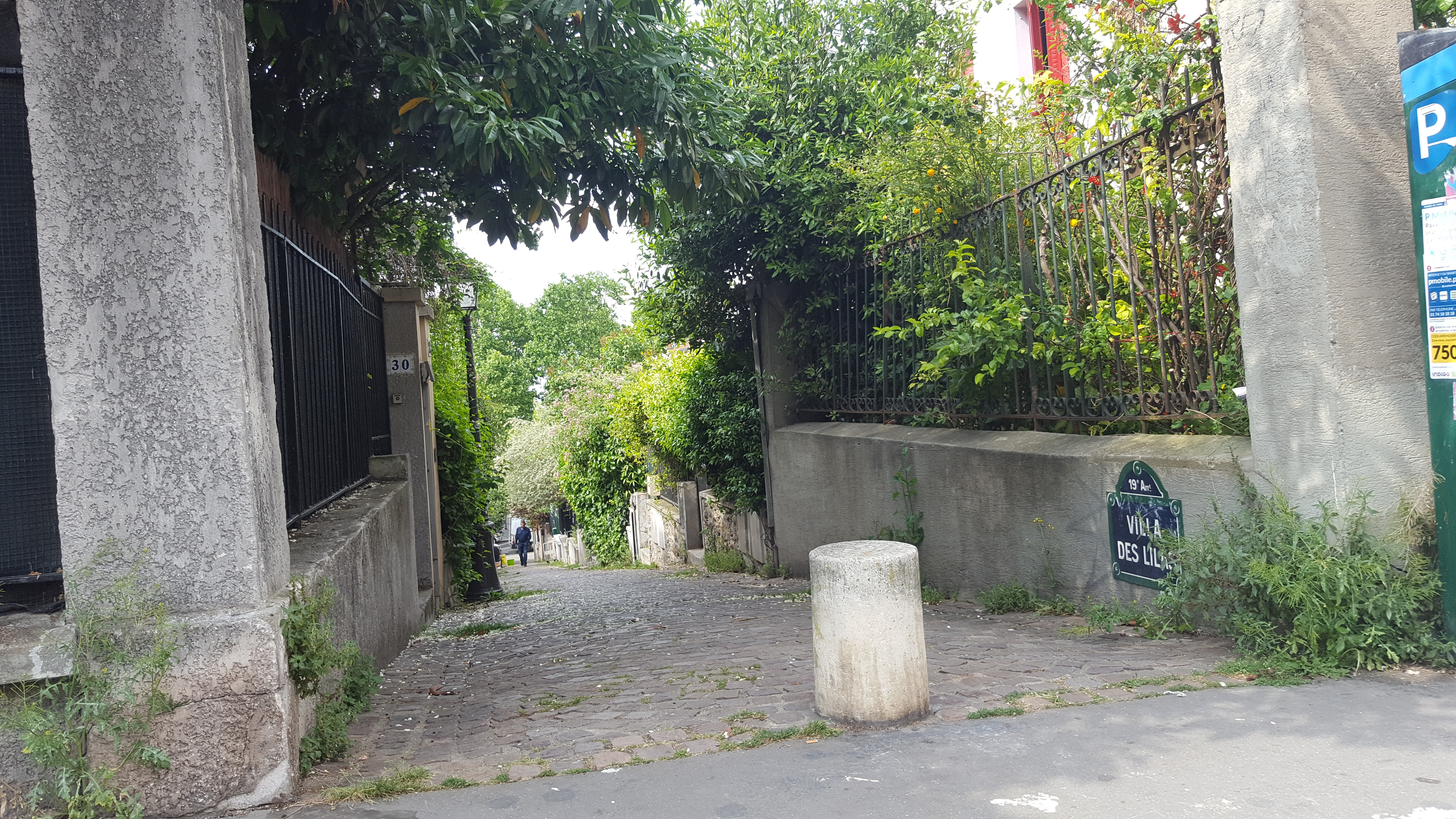
La villa des Lilas, vue depuis la rue de Bellevue.